# 阿蘇氏
阿蘇氏（あそうじ/あそし）は、肥後国の氏族。以下の2つがある。
1. 阿蘇氏（あそうじ） - 上古の氏（うじ）。姓は君で、阿蘇国造の氏族。
2. 阿蘇氏（あそし） - 古代末以降の苗字氏族。1とは同族関係にある。

## 上古の氏としての阿蘇氏
阿蘇氏（あそうじ）は、「阿蘇」を氏の名とする氏族。姓は君。

### 祖先
『古事記』によれば、神武天皇（初代天皇）の皇子神八井耳命が阿蘇氏（姓は君）の祖である。
意富氏（姓は臣）や火氏（姓は君）、大分氏（姓は君）などとは同祖である。
これについて太田亮は、神八井耳命の後裔が九州に多く存在していることから、神武天皇が本拠地を近畿地方に移したのち、元の本拠であった九州を神八井耳命に与え、その子孫が各地で繁栄したためであるとした。

### 歴史

#### 前史
神武天皇は神八井耳命の子または後裔の健磐龍命を九州に派遣した。健磐龍命は阿蘇で阿蘇都媛命と結婚し、二人の間に生まれた子である速瓶玉命は「国造本紀」によれば崇神天皇（第10代天皇）の時代に初代阿蘇国造に任命されたという。
阿蘇氏はこの速瓶玉命の子孫で、阿蘇国造の氏族であったとされる。阿蘇神社の付近には速瓶玉命とその妃神雨宮媛命を祀った国造神社も存在している。
また、景行天皇（第12代天皇）の九州巡幸の際、阿蘇都彦（健磐龍命）・阿蘇都媛の両神が出迎えたという。

#### 上古
阿蘇氏は、古墳時代には阿蘇谷東北部を根拠地とした。阿蘇市一の宮町中通にある中通古墳群は阿蘇氏一族の墓であると考えられている。
『日本書紀』によれば、宣化天皇元年（536年）5月1日に、天皇は飢饉対策のため阿蘇仍君（あそのきみ）を遣わして河内国茨田郡の屯倉（茨田屯倉）の穀物を加え運ばせたという。

#### 大化の改新以降
大化の改新以降、阿蘇惟宣まで、阿蘇氏がどのような歴史を歩んだのかは、断絶の有無を含め不明である。

## 苗字氏族としての阿蘇氏
阿蘇氏（あそし）は、社家・武家・華族だった日本の氏族。阿蘇神社大宮司家であり、維新後には華族の男爵家に列した。

### 概要
前述の神武天皇の皇孫健磐龍命の子阿蘇国造速瓶玉命を祖とする阿蘇氏と同族の系譜。肥後国阿蘇神社大宮司家であり、名の通り熊本の阿蘇を出自とするが、最盛期は阿蘇の南、矢部郷（やべごう、熊本県上益城郡山都町の一部）に南阿蘇から拠点を移転した後の「浜の館」時代であり、菊池氏や相良氏と並び熊本を代表する一大豪族であった。朝廷から度々高位の職階を叙し、内紛を繰り返しながらも長らく系譜が受け継がれてきた。皇室や出雲大社の千家家、北島家などと同様、神（阿蘇氏の場合は健磐龍命）の子孫として神代から現代に続く系譜を持つとされる家系である。維新後は華族の男爵家にも列せられた。

### 歴史

#### 前史
阿蘇氏は阿蘇神社の神官の家系であった。
『百錬抄』には、寛治元年（1087年）四月条に阿蘇社祝恒富と見える。
『中右記』寛治2年（1088年）8月7日条には、相撲人の阿蘇惟遠の名前が見える。
『長秋記』天永2年（1111年）8月条には、相撲人として阿蘇四郎宇治惟利の名前が見える。
12世紀前半の阿蘇惟宣の時代には阿蘇近辺を支配する武士団を形成していた。惟宣は、康治元年（1142年）12月付の宇治惟宣解で存在が確認でき、『続群書類従』所収の阿蘇氏系図で実在が証明できる最初の人物である。

#### 平安時代
惟宣の孫（または子）である惟泰は、治承・寿永の乱の鎮西反乱にも参加し、源氏方で活躍した。惟泰の時代に阿蘇の姓を賜り、阿蘇氏を称するようになった。

#### 鎌倉時代
鎌倉幕府成立後、阿蘇社領は北条時政の預所となったため、北条氏とも深い関係を持つようになった。1196年（建久7年）には阿蘇惟次を大宮司に補任する時政の下文が発給されている。

#### 最盛期・浜の館時代
阿蘇惟次以降、本拠を南阿蘇から南外輪山を越えた矢部郷（現・山都町の一部に相当する）の浜の館（現・熊本県立矢部高等学校敷地）に移し、阿蘇氏が最盛期を迎えることになる。

#### 南北朝時代

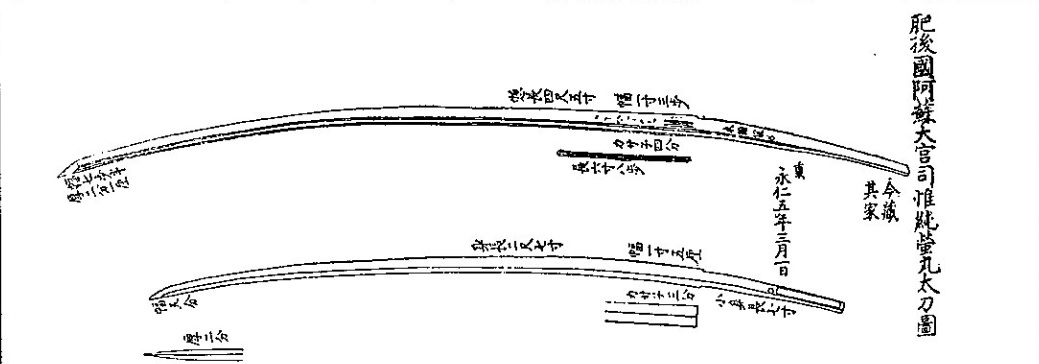
阿蘇氏の家宝とされたという名刀蛍丸

鎌倉時代後期の1333年（元弘3年）に後醍醐天皇の討幕運動から元弘の乱が起こると、阿蘇惟時は南朝方の護良親王の令旨を受け、足利尊氏らと京都の六波羅探題攻めに参加する。また、惟時の子・阿蘇惟直は菊池氏とともに鎮西探題討伐を計画するが、失敗に終わる。
鎌倉幕府滅亡後に開始された建武の新政において、菊池氏は肥後の国司に、阿蘇氏は国上使となった。阿蘇氏と菊池氏はそれ以前から関係を有していたものの、菊池氏が国司の職務の1つである一宮の保護権を持ったこと、更に阿蘇社領は皇室を本家とする荘園が多かったことから、皇室（大覚寺統・鎮西府）－菊池氏ラインを優位とする関係が形成され、後の阿蘇氏の動向に影響を与えることになる。
その後、足利尊氏の建武政権からの離反を受け、阿蘇惟時は南朝方・後醍醐天皇側の武将として箱根・竹ノ下の戦いに参戦したが敗れて引退する。その後、後醍醐天皇の反撃によって京都を追われた尊氏らは九州に落ち、少弐氏に迎えられる。惟時から家督を引き継いだ阿蘇惟直は菊池氏とともに足利・少弐氏の軍と多々良浜の戦いにおいて戦うが、これに敗れる。このとき、当主・惟直、および惟成（惟時の次男）が戦死したことで、惣領家としての阿蘇家は断絶の危機に立たされてしまう。
当時、阿蘇惟景の子孫は三つの支流に分かれていた。惟景の長男・惟資が恵良姓を、三男・惟国が宇治姓を、四男・惟春が坂梨姓を、それぞれ名乗っていた。
阿蘇惟直の死を受けて、当時京都にいた阿蘇惟時が当主に復帰すると、惟時は、娘の婿養子である恵良惟澄（阿蘇惟澄）に接近。恵良家は菊池家とのつながりが濃く、惟澄への接近は、阿蘇家が南朝勢力であり続けることを意味していた。同時期、北朝方の足利尊氏が御教書を下し、惟時の庶子・坂梨孫熊丸を阿蘇家当主に擁立し、これに北朝大宮司職を与えた。そのため、阿蘇惟澄が南朝大宮司として、阿蘇孫熊丸が北朝大宮司として、争い続ける。1341年、惟澄（阿蘇惟澄）が孫熊丸を南郷城にて討ち取り、一時は南朝方の勢いが増した。しかし阿蘇家分裂を好ましく思わない惟時が、北朝方に寝返り、阿蘇惟村（惟澄の長男）を北朝大宮司に据え、惟澄討伐を開始する。足利幕府や大友氏が阿蘇惟村を援護し、戦線は膠着。晩年、惟澄は、北朝方の惟村に、南朝大宮司の職を譲ることで、阿蘇家内紛の集結を試みた。
しかし、惟澄の死後、菊池武光が惟村の弟に「武」の字を与えて、惟武と呼び、南朝勢力の回復とともに阿蘇家分断を画策した。これに呼応して、征西府が阿蘇惟武を南朝大宮司に選んだことで再び家督争いが起きてしまう。その後、1376年、室町幕府から派遣された大内義弘、大友親世が阿蘇惟武を討ち取ると、北朝大宮司が安定して阿蘇一帯を統治するようになる。1451年、惟武の曾孫・阿蘇惟歳が惟村の孫・阿蘇惟忠の養子となることで和解するが、やがて戦国乱世の時代に移行すると、阿蘇氏は再び惟歳・惟家父子と惟忠・惟憲父子の間で当主の座を巡る争いを起こした。

#### 戦国時代
戦国時代に入った1484年、馬門原の戦いで阿蘇惟憲が勝利を収め、ようやく一族を統一した。しかし、惟憲の子の代に阿蘇氏はまたもや分裂する。
1507年、惟憲の子・阿蘇惟長は肥後守護であった菊池氏を乗っ取り（菊池武経と名乗る）、弟の阿蘇惟豊に大宮司職の座を譲る。しかし1513年、島津氏と通じて惟豊を攻撃し、日向国に追放する。惟長は嫡男の阿蘇惟前を大宮司とし院政を敷く。1517年、惟豊は日向の国人甲斐親宣らの助力を得て惟長父子に反撃し、本拠地矢部を奪還する。
惟豊は甲斐親宣・親直（宗運）父子の補佐を得て阿蘇氏を繁栄させた。1523年には惟長父子に堅志田城を奪われ甲佐・砥用・中山も支配下におかれるが1543年に堅志田城を奪還し、30年に及ぶ内部分裂に事実上終止符を打つ。（惟前・惟賢父子は相良氏を頼って逃走、1590年に惟賢が阿蘇惟光への忠誠を誓ったことで抗争は正式に終結）。天文18年（1549年）、惟豊は御所修理料一万疋を献納し、後奈良天皇から従二位に叙せられた。
惟豊は大友氏、相良氏と盟を結ぶことで領国の安定を図った。しかし阿蘇惟将の代となった天正6年（1578年）、大友氏が耳川の戦いで島津氏に大敗を喫すると肥後の国人衆は島津氏や新興勢力の龍造寺氏と誼を通じ、阿蘇氏の領域を脅かすようになる。阿蘇惟将は宿老・甲斐宗運の卓抜した軍略によってどうにか領国を維持するが、天正9年（1581年）にはついに相良氏が島津氏に降伏し、南から島津氏の圧力を直接受けることになる。天正13年（1585年）（天正11年（1583年）ともいわれる）には甲斐宗運やその配下の田代宗傳が死去。さらに阿蘇惟将、その跡を継いだ阿蘇惟種が天正11年（1583年）、天正12年（1584年）に立て続けに死去するなど有力者の死が相次いだことで阿蘇氏は急速に弱体化する。

#### 阿蘇合戦
天正13年（1585年）、鉄砲という新兵器を持った島津軍が人吉の相良氏を降伏させ、間髪入れず阿蘇氏の領内に侵入してきた。武力に劣る阿蘇勢は総崩れとなり、肥後中部に多数あった阿蘇氏の城はことごとく陥落してしまった。わずか2歳の当主・阿蘇惟光（惟種の子）と弟、母親は側近たちに連れられて、九州山地のなかでも山深い・目丸（山都町・内大臣入口付近）に逃走した（阿蘇合戦・阿蘇の目丸落ち）。
惟光を匿った目丸地区では、村人全員が島津軍の襲撃に備え男は「棒術」を、女は「薙刀」を身につけたといわれる。今日、これが郷土芸能「目丸の棒踊り」（山都町指定文化財一覧）の起源とされている。目丸は平家の落ち武者伝説が今も残っているところで、緑川と内大臣川の深い渓谷が横たわり、人里離れて隠れるには格好の場所であった。
阿蘇領内の諸将が悉く島津氏の軍門に下る中、天正14年、類縁にあたる大友氏との関係を保ちながら北上する薩摩勢に対し一貫して防戦してきた阿蘇家の大将高森惟居が切腹し、肥後国における最後の砦であった高森城は落城した。これにより島津氏による肥後全土の平定は完了した。
ここに九州内で名家・戦国大名として一目置かれていた矢部阿蘇氏は滅亡した。
一時期衰退していた島津氏がこの時期、薩摩の三州統一をはじめ、その後、急速に九州内で領地を拡大、阿蘇氏をはじめ諸国の豪族を倒せたのは近代武器「鉄砲」の存在が大きかったと考えられる。

#### 大宮司家として復帰
のちに阿蘇惟光は、九州を制圧した豊臣秀吉に保護を求めて、わずかながらの領地を与えられ、阿蘇神社宮司としての地位も認められたが、大名としての特権は全て剥奪された。なお、惟前の孫である阿蘇惟永は、そのまま島津家に仕えた。
文禄2年（1593年）、惟光は梅北一揆に家臣が加担したとして秀吉に自害させられた。
関ヶ原の戦い後に加藤清正の計らいで惟光の弟の阿蘇惟善に所領が与えられた。また、清正の手で復興された一の宮・阿蘇神社（阿蘇市宮地）の大宮司となった。
惟善の次男惟真（友貞の弟）は、庶流大里氏を名乗る。文久年間の地図によれば、阿蘇家出屋敷が現在の熊本県熊本市中央区京町にあった。
その後、阿蘇氏は江戸時代を存続して明治時代に至り、明治17年（1884年）、当主の阿蘇惟敦が男爵を授けられて華族に列した。
現在の阿蘇神社宮司は92代目の阿蘇治隆。

### 阿蘇大宮司
- 宇治惟宣
- 宇治資永
- 阿蘇惟泰
- 阿蘇惟次 - （『事蹟通考』によれば承元元年（1207年）に阿蘇南郷から陣ノ内（現在の山都町城平）に移したとあるが、定かではない。）
- 阿蘇惟義
- 阿蘇惟忠- （1235年8月27日まで大宮司。1415年出生の阿蘇惟忠とは別人。）
- 阿蘇惟景
- 阿蘇惟資- （早世）
- 阿蘇惟国
- 阿蘇惟時
- 阿蘇惟直 - （多々良浜の戦い敗走中、同所付近で交戦、自害。）
- 阿蘇孫熊丸
- 阿蘇惟澄 - （南朝勢力最盛期の人物。蛍丸の所有者。）
- 阿蘇惟村 - （従三位。肥後守護。北朝。大宮司を隠退した後、砥用町の早楠、現・熊本県下益城郡美里町で亡くなった。）
- 阿蘇惟武 - （南朝大宮司）
- 阿蘇惟郷
- 阿蘇惟忠 - （正三位）
- 阿蘇惟歳
- 阿蘇惟家
- 阿蘇惟憲
- 阿蘇惟長 - （菊池武経 菊池氏の混乱に乗じて、菊池氏より肥後の守護を奪う。後に退位）
- 阿蘇惟豊 - （阿蘇氏の全盛期。下位 → 従三位 → 従二位と昇格。1549年、朝廷に御所修理料として一万疋を献納し、後奈良天皇から従二位に叙せられた。）
- 阿蘇惟前
- 阿蘇惟将（1520年 - 1583年）- 阿蘇惟豊の子、第75代大宮司
- 阿蘇惟種（1540年 - 1584年）- 阿蘇惟将の弟、第76代大宮司（墓地おたっちょさん 阿蘇氏の没落が始まる頃）
- 阿蘇惟光（1582年 - 1593年）- 阿蘇惟種の子、第77代大宮司 （島津氏に攻められ、急峻な山間部に逃亡（目丸落ち））
- 阿蘇惟善（1583年 - 1654年）- 阿蘇惟光の弟、第78代大宮司
- 阿蘇友貞（1617年 - 1704年）- 阿蘇惟善の子、第79代大宮司
- 阿蘇友隆（1648年 - 1718年）- 阿蘇友貞の子、第80代大宮司
- 阿蘇友名（1692年 - 1726年）- 阿蘇友隆の弟、第81代大宮司
- 阿蘇真楫（1705年 - 1765年）- 阿蘇友貞の弟大里惟真の子大里惟伸の子、第82代大宮司
- 阿蘇惟典（1732年 - 1793年）- 大里惟伸の子・大里惟栄の子、第83代大宮司
- 阿蘇惟馨（1775年 - 1817年）- 阿蘇惟典の子、第84代阿蘇大宮司
- 阿蘇惟賞（1803年 - 1822年）- 阿蘇惟馨の子、第85代阿蘇大宮司
- 阿蘇惟治（1808年 - 1877年）- 阿蘇惟賞の弟、第86代阿蘇大宮司
- 阿蘇惟敦（1830年 - 1893年）- 阿蘇惟治の子、第87代阿蘇大宮司、男爵位を与えられる。
- 阿蘇惟孝（1864年 - 1936年）- 阿蘇惟敦の子、第88代阿蘇大宮司
- 阿蘇惟紀 - 阿蘇惟孝の子、第89代阿蘇大宮司
- 阿蘇惟友 - 阿蘇惟紀の子、第90代阿蘇大宮司
- 阿蘇惟之（1951年 - 2012年） - 阿蘇惟友の子、第91代阿蘇大宮司[17]。
- 阿蘇治隆 - 阿蘇惟之の実弟で第92代阿蘇大宮司。阿蘇惟之の嫡男・阿蘇惟邑（これくに）は神官となって僅か1年であったために弟である治隆が継承した。

### 墓地・菩提寺

#### 墓地
阿蘇家の墓は点在しており、中世期に登場する主要な人物は、山都町浜町周辺に眠っている。
阿蘇惟直の墓
佐賀県の、阿蘇の煙が望見できる天山の標高1,046.2メートルの山頂にある。
阿蘇惟村（北朝大宮司）の墓
旧・砥用町大字早楠にある「早楠神社」にあり、「オタッチョサン」と村人は俗に呼んでいたが、これは「御舘中様」が訛ったものとされる。神殿直下に室町時代中期ごろの様式とされる宝筐印塔が建っている。
阿蘇惟武（南朝大宮司）の墓
同じく旧・砥用町三和の墓地の近辺にも宝筐印塔が建っていて俗称で「オタッチーヨ」と呼ばれているが、これは阿蘇惟村の弟にあたる阿蘇惟武のものではないかという説がある。
阿蘇惟豊の墓
熊本県山都町下市の通潤橋や岩尾城がよく見える位置にある（道の駅から徒歩2分。近年、地元住民によりきれいに整備されている）。
阿蘇惟種の墓
墓地は、昔、浜の館の武家屋敷があったとされる平地の近く。丘陵部にあり、浜の館方面がよく見える。地元では通称「おたっちょさん」という愛称で親しまれてきた。三基の墓石があり、地元集落がボランティアできれいに整備している。熊本県山都町畑の国道218号交差点近く（徒歩1分）
阿蘇惟忠の墓
2012年8月、「華蔵寺」（熊本県山都町片平）の跡地で、山都町非常勤職員（学芸員）の手により新たに見つかった。

#### 菩提寺
阿蘇家の菩提寺とされているのは、山都町の矢部高校グランド近くにある「福王寺」（天台宗）で、多くの位牌がある。中世期の阿蘇家の墓に悉曇文字（梵字。絵のような文字。）が多いのは、このためである。

### 庶家
- 恵良氏
- 竹崎氏
- 蔵原氏
- 大里氏 (阿蘇氏流)
- 高森氏
- 中村氏
- 坂梨氏
- 西氏 (熊本)
- 光永氏
- 宮西氏
- 阿蘇品氏
- 竹永氏
- 津屋氏
- 柏氏
- 猿渡氏
- 宇治氏
- 穴穂部氏
- 阪谷氏
- 仁田水氏
- 上島氏
- 市原氏
- 土田氏

### 戦国期の家臣
- 甲斐氏（甲斐親宣、甲斐親直、甲斐親英）
- 高森氏（高森惟直、高森惟居）
- 中村氏（中村惟冬）
- 仁田水氏（仁田水惟久、仁田水惟栄）
- 村山氏（村山惟民、村山惟尚）
- 柏氏（柏惟具、柏治部少輔）
- 坂梨氏（坂梨惟運）
- 西氏（西惟玄、西惟栄、西惟延、西源兵衛）
- 渡辺氏（渡辺軍兵衛）＊軍兵衛の孫・渡辺玄察（惟清）が戦記『拾集昔語』を残す
- 佐渡氏（佐渡重幸）
- 北里氏（北里重義、北里政義）
- 井手氏（井手清右衛門尉豊宣）

## 偽系図・異本阿蘇系図
昭和31年（1956年）、田中卓は阿蘇氏の系図を求めて宮地の阿蘇家を訪ねた。阿蘇氏から提供されたのは「中田憲信所贈」と記された「異本阿蘇系図」というものであった。田中はこれを江戸中期以降に成立したものと考えたが、実際は明治8年（1875年）に中田憲信によって作成されたものであった。その系図の内容は、「武五百建命（健磐龍命）を祖として、一方は科野国造から諏訪大社の大祝家と繋がり、一方は阿蘇国造速瓶玉命を祖として阿蘇大宮司家に繋がるものであるが、その間には「評督」から「郡擬大領」と評から郡に行政区分が移ったこと、「宇治」という姓を与えられたこと、「阿蘇宮司」に任ぜられていることなど、古代律令制の中の阿蘇氏の地位や阿蘇宮司の始まり、なぜ中世に大宮司家が「宇治」を称するかなどの回答が全て盛り込まれていた。
元来、阿蘇氏の系図は、『続群書類従』に収録されていた。これは、鎌倉時代における伝説上の祖・惟人から阿蘇惟光、阿蘇惟善まで、惟善の子・阿蘇友貞の時代までに伝わっていた所伝を記録していた「阿蘇継図」に、神武天皇から惟人までの神系図を加えた系図が友貞の子・阿蘇友隆の時代までに成立し、貞享年間に丸山可澄が書写したものである。
しかし、『続群書類従』収録の阿蘇氏系図が成立するまでに、異本系図は現れない。異本系図のように詳細な系図があれば、阿蘇氏の系図が作成される際に採用されないはずがなく、中世阿蘇文書の中にも違反系図を匂わせるような記述は全く見られない。この異本系の中には「中田憲信贈」・「中田憲信編」という注記が見られることが注目されるが、それは、この異本系図が外部から提供されたものであったことを表す。
昭和58年（1983年）には、飯田瑞穂が「古いところで、国造→郡督→大領という肩書きの変遷を示す例がいくつか目にとまった」と述べ、「系図作成の専門家はいつの世にもあり、このやうな背景があったと考へることはさほど見当違ひではあるまい。鈴木真年など、国学者で、その世界に名を売った者もある。国造→郡督→大領という変遷は、それらの人々の知識・理解の反映であった可能性があろう」と暗に異本系図が偽系図であることを指摘している。
また、平成8年（1996年）には、村崎真智子が異本阿蘇系図の信憑性をはっきりと否定した。村崎は異本系の阿蘇系図の分類、系統によって、異本系に阿蘇系図の原点は明治初期の中田憲信本に始まることを明らかにして、また一部に類似する部分を持つ異本阿蘇系図と諏訪の「神氏系図」の関連所論について紹介している。この神氏系図とされるものは、明治17年（1884年）に諏訪大社上社の旧大祝家で見出されたというもので、『修補諏訪氏系図』の補記、武居幸重の「阿蘇氏系図一件」、宮地直一の『諏訪史』などから、村崎は諏訪大社宮司の飯田武郷が文案を作り、中田憲信が系図としたと結論づけざるを得ないとした。すなわち、異本阿蘇系図の中の阿蘇国造家・科野国造家の系図には後世の偽作があり、これに飯田と中田が関わっていたとする。
飯田と中田、それに中田と同じく偽系図の制作者である鈴木真年は、『和学総覧』を勘案すれば、国学者である平田銕胤の門下生として机を並べた兄弟弟子であった。彼ら国学者にとって、郡評の歴史や関係は『新編常陸国誌』など周知の知識であった。飯田、中田、鈴木は、偽作した系図を疑う者が現れることを警戒した。そのため、偽作した系図に「国造→郡督→大領という肩書きの変遷を示す例」を注記することで、系図の信憑性が高まると考えた。実際に、異本阿蘇系図を発見した田中は、慎重に系図を検討して、さらに江戸時代末期の国学者が「評」に関する知識を持っていたことをも知りながら、「全く偽作できないわけではないが、そこまで疑う必要もなかろう」と異本系図の内容を楽観的に評価した。
八代市立博物館長や熊本県文化財保護審議会会長を務めた阿蘇品保夫は、中田が利用した阿蘇氏という存在の「歴史的評価の大きさ」を強調し、阿蘇氏の系図の中で信用できるのは阿蘇惟宣以降であり、「中田らが偽作した系図程度で阿蘇氏の尊貴性は保障されるものではない」とした。
間枝遼太郎は、『阿蘇氏略系図』に記された阿蘇氏と科野国造氏が同族であるという説や、「評督」といった役職の時代的整合性は先人たちの歴史学的検討によって既に否定されたとし、その上で『阿蘇氏略系図』は、古代の歴史的事実を明らかにする力は持たない系図であると証明した。

## 宇治姓について
阿蘇氏は、康治元年（1142年）12月付宇治惟宣解に見えるように、歴史の表舞台に登場した時から宇治姓を名乗っていた。『太宰管内志』によれば、これは、健磐龍命が山城の宇治から阿蘇に下ったためであるとされる。
ただし、「阿蘇学頭坊文書」のうち、応永12年6月26日付の文書には阿蘇惟政が「宇治朝臣惟政」と署名しており、「阿蘇文書」のうち、天文13年9月16日付の文書に阿蘇惟豊が「正四位宇治惟豊宿禰」と署名している（姓が朝臣から宿禰に退化している）ことから、室町時代にはすでに何故、どのように宇治姓を名乗るようになったのかは不明であったと考えられる。
なお『肥後地誌略』では「宇治朝臣」としており、その由来は不明とする。

## 肥後国外の阿蘇氏
阿蘇氏は、肥後国以外にも居住していたことが史料から判明している。
『政事要略』によると、承平5年（935年）6月13日官符に、讃岐国大内郡白鳥郷の戸主・阿蘇豊成の戸口である弾正少疏大初位下・阿蘇公広遠の名前が確認できる。広遠は『類聚符宣抄』天慶9年（944年）8月13日官符によれば従七位下左少史・阿蘇公広遠となっている。天暦3年（949年）7月25日官符によれば右大史となり、さらに、『朝野群載』や『政事要略』所収の天暦5年1月30日官符によれば、1月30日に右大史から左大史へと転任となり、また正六位上と宿禰姓を賜り、左大史正六位上・阿蘇宿禰広遠となっている。
『本朝世紀』によれば、正暦4年（994年）10月1日条に、右少史・阿蘇有隣の名前が見える。
寛弘元年（1004年）の讃岐国大内郡入野郷の戸籍には、阿蘇一族の名前が多数見える。戸主・阿蘇氏宗をはじめとして、氏貞、氏広、広町、茂女、糸虫、姉女、豊眉女、宗子、中知、比毛女、貞眉がいる。
「美濃国栗栖太里大宝2年戸籍」には阿蘇君族刀自売という名前が見える。